# 焼肉店センゴク
『焼肉店センゴク』（やきにくてんセンゴク）は、覆面うさぎによる日本の漫画作品。コミックスマート配信の『GANMA!』にて毎週水曜日に連載中。
2016年2月には単行本の販売およびアニメ化が決定された。

## あらすじ
大山ソウジ（モップ）は、家から近いという理由だけで「焼肉店センゴク」にて アルバイトをすることになる。明るく店のムードメーカーな存在の佐倉ヤエ 、常識人ではあるが店長のことが大好きな鯱頭アオイ、仕事中に昼寝をする豪快で朗らかな性格の店長千石エイジ 、本業が自動車整備士のアフロ金田へちま 、中国の女子大生の劉子玄ら濃いメンバーたちに囲まれ、今日も焼肉店センゴクは元気に開店する。

## 登場人物

### 店員
大山ソウジ（おおやま そうじ） / モップ
声 - 猪股慧士
19歳の主人公。モップのような頭をしていることからあだ名が「モップ」になった。センゴクメンバーの中では常識人で、ツッコミ役に回ることが多い。後に佐倉ヤエと同棲する。
佐倉ヤエ（さくら やえ）
声 - 嶺内ともみ
18歳の高校生（のちに卒業）でヒロイン。3月27日生まれ。A型。初めて喋った言葉は「耳かきどこにあるか知らない？」ピンクのセミロングで明るい性格。天然で店の皿を割る数はダントツ。後にモップに好意を抱くようになる。
鯱頭アオイ（しゃちがしら あおい）
声 - 武田羅梨沙多胡
16歳の高校生。藍色のショートで落ち着いた常識人。バイトを始める前はロングだった。店長に好意を抱いている。動物が大好きでミミゲやサクラを拾ってくる。鯱頭爪術を披露する、残像、店の床から現れるなど度々忍のような行動をする。玉ねぎが苦手。描いた絵は画伯レベル。
金田へちま（かねだ へちま） / へちまさん
声 - 伊達忠智
32歳の厨房担当。本職は自動車整備士。アフロの髪型をしており、口癖は「けっさく～」。既婚者で子供がいる。面白そうなことが起きるとプルプルと笑いをこらえ楽しそうにする。
劉子玄（りゅう しげん） / リュウさん
声 - 篠原侑
22歳の中国人大学生。茶髪のポニーテールで、本人曰く、母国語の中国語を忘れてしまっているというが、英語は話せる。仕事はできるがよくサボる。
千石エイジ（せんごく えいじ）
声 - 立木文彦
58歳の店長。「筋肉向上」と言いながら筋トレするのが日課。既婚者。
遠藤まめ吉（えんどう まめきち） / マメさん
声 - 西村知道
孫の小遣い稼ぎのために後にメンバーに加わる。年寄りではあるが小学生並みに身長が低い。頭に花が咲いている。梅雨には大きく開花したり、つるを伸ばして腕を強化したりするなど頭の花には謎が多い。午後8時になると寝てしまう。
射場ナオシロ / オシロー
まめ吉のあとにメンバーに加わる。周りの視線が苦手なために変な動物（本人いわくマンガンゼンセキグレゴリオショチュウミマイビーフストロガノフカンガルーモドキのメス）の被り物をしており、店長とソウジ以外誰も素顔を知らないが、バーベキューの時に撮られた写真に素顔が写り込んでしまった。

### 店員の家族
大山シズカ
声 - 伊藤静
モップの母親で元ヤンキー。
大山ソウイチロウ
声 - 保志総一朗
モップの父親。とても病弱で子のソウジと髪型が一緒である。佐倉ヤエからは｢亜種｣と呼ばれている。
金田ヤヨイ
へちまの妻。元センゴク店員。佐倉ヤエと同じくらいの天然で皿割りの常習であった。
金田モミジ
へちまの子。口癖は父へちまとおなじ「けっさく〜」。3歳。歳の割によく喋る。文字はまだ書くことができない。
佐倉ナナエ
ヤエの母。娘に似て天然である。
遠藤ハズ
マメさんの孫で知りたがり屋の小学生。実は担任の先生はマダムである。

### 動物
ミミゲ
雨の日に捨てられているところをアオイに拾われたネコ。以降は店長の家でくらす。鳴き声は「ナオ」と鳴く。
サクラ
アオイに拾われセンゴクで雇われるメスの馬。草むしりをして働く。
ヒミコ
アオイの住む家の隣で飼われているヤギ。不審者には鳴き声をあげる。
タコチカ
旅の途中、センゴクの倉庫に忍び込んでいたタコ。マメさんから笠を貰い、再び旅に出た。
小林デイジー
タカマガハラハラ波打ち際動物園から脱走したメスのサル。センゴクの店員として紛れていた。
ハトムネ壱号
ヤエの飼う鳥。鴨之烝を生む。
ハトムネ参号
ヤエの飼うニワトリ。毎朝ヤエちゃんを優しく起こす。
ハトムネ四号
ヤエの飼うハト。伝書鳩のような役割を果たしている。現在ヤエちゃんに反抗期である。
鴨之烝
ハトムネ壱号から生まれる。バタフライ、クロールを習得した。

### 常連客
本実ハレ（もとみはれ）
声-下野紘
ソウジの幼なじみ。かなりのアホで女の子が大好き。夢遊病のフシがある。
一里見ヒトミ（ひとりみひとみ）
通称マダム。センゴクの常連客でリュウと絡むことが多い。小学校の教師で独り身。
パトロン
マダムの父。いつもなぜか服のどこかに穴があいている。

### その他
練々マリー
ハレが恋した女性。アナウンサーになったり密猟者になったりと様々なことをしている。
ガイコツ魔女
リュウの家の大家さん。リュウの面倒をよく見ている。
ユン・チウジウ
リュウの隣の部屋に住んでいる宇宙人。普段は人間の姿に擬態している。
チョウチンアンコウマン
リュウが大好きなヒーロー。
ヒャッキちゃん
正式名称「百鬼夜行」。猫のようなフォルムのお掃除ロボット。センゴクで働きよく喋る。
食べられた牛の亡霊ちゃん
声-つぶやきシロー
ヤエが作り出したセンゴクのマスコットキャラクター。
タインホルス伯爵
ソウジが熱で寝込んだときや夢で出没する謎のキャラクター。

## 既刊一覧
- 覆面うさぎ『焼肉店センゴク』、一迅社〈REXコミックス〉
  1. 2016年2月27日発売、ISBN 978-4-7580-6573-3

## Webアニメ
2016年2月にアニメ化が発表され、2017年12月17日から2018年2月25日まで『GANMA!』アプリ上で毎週日曜日に配信された。2018年7月4日より、TOKYO MXでも毎週水曜1:00 - 1:05（火曜深夜）に放送。
エンディングの後には、食べられた牛の亡霊ちゃんが出演するおまけコーナーを配信。

### スタッフ
- 原作 - 覆面うさぎ／COMICSMART INC.（「GANMA!」連載中）
- 監督・脚本・編集 - 長井勝見
- 企画・キャラクターデザイン - 渡邊百香
- 作画・動画 - 溝口広幸、近藤宏幸
- 美術 - 下井孝司、大原佳子
- 音響効果 - 安江史男
- 音楽 - 清川進也
- プロデューサー - 千葉夏紀
- 制作プロデューサー - 錦織毅
- アニメーション制作 - スタジオプラセボ
- 制作著作 - コミックスマート

### 主題歌
「YAKINIKU♥TABETAI」
作詞 - 渡邊百香 / 作曲・編曲 - 清川進也、姫野博行 / 歌 - センゴク娘三人衆［佐倉ヤエ（嶺内ともみ）、鯱頭アオイ（武田羅梨沙多胡）、劉子玄（篠原侑）］

### 各話リスト
| 話数   | サブタイトル             | 配信日          |
| ------ | ------------------------ | --------------- |
| 1皿目  | ようこそ焼肉店センゴクへ | 2017年 12月17日 |
| 2皿目  | 嵐のあとには、龍が昇る   | 2017年 12月17日 |
| 3皿目  | 肉厚                     | 12月24日        |
| 4皿目  | 名誉をかけた勝負！       | 12月31日        |
| 5皿目  | もっとデラックス         | 2018年 1月7日   |
| 6皿目  | マスコットキャラクター   | 1月14日         |
| 7皿目  | 正真正銘のアホである     | 1月21日         |
| 8皿目  | 長所と短所は表裏一体     | 1月28日         |
| 9皿目  | 家庭訪問                 | 2月4日          |
| 10皿目 | ブラブラおでかけ         | 2月11日         |
| 11皿目 | 風邪引きメリークリスマス | 2月18日         |
| 12皿目 | 知らない話               | 2月25日         |